# Richard Thun
Richard Thun (* 1. Februar 1899 in Wapelfeld (Schleswig-Holstein); † im April 1945 bei Danzig) war ein deutscher Agrikulturchemiker. Er lehrte an der Universität Rostock und an der Technischen Hochschule Danzig. Sein Forschungsinteresse galt vorrangig der Untersuchungsmethodik landwirtschaftlich genutzter Böden.

## Leben
Richard Thun studierte Chemie an der Universität Kiel und wurde dort 1924 mit einer Dissertation über Reaktionsweisen von Aethylenmonobromacetat zum Dr. phil. promoviert. Anschließend arbeitete er als wissenschaftlicher Assistent an der Landwirtschaftlichen Versuchsstation Rostock. 1937 habilitierte er sich an der Universität Rostock mit der Arbeit Der Wert der Bodenuntersuchung insbesondere der planmäßigen Nährstoffkontrolle durch die Keimpflanzenmethode für das Fachgebiet Agrikulturchemie. Nach vierjähriger Dozentenzeit in Rostock wirkte er ab 1941 als Privatdozent für Agrikulturchemie und Bodenkunde an der Technischen Hochschule Danzig. Gleichzeitig war er seit 1941 Direktor des Landwirtschaftlichen Untersuchungsamtes der Landesbauernschaft Danzig-Westpreußen in Danzig.
Das Hauptforschungsfeld von Thun war die Verbesserung und Standardisierung von Untersuchungsmethoden für landwirtschaftlich genutzte Böden. Hervorzuheben von seinen praxisorientierten Veröffentlichungen ist die 1939 in der Reihe Arbeiten des Reichsnährstandes erschienene Schrift Die Bodenuntersuchung im landwirtschaftlichen Betriebe.
Als Thuns wissenschaftliches Hauptwerk gilt das 1941 publizierte Buch Die Untersuchung der Böden. Dieses methodische Standardwerk wurde nach dem Zweiten Weltkrieg überarbeitet und als erster Band in das vom Verband Deutscher Landwirtschaftlicher Untersuchungs- und Forschungsanstalten herausgegebene mehrbändige „Handbuch der landwirtschaftlichen Untersuchungsmethodik“ aufgenommen: 1949 erschien die zweite und 1955 die dritte Auflage. Bis Mitte der 60er Jahre orientierten sich die landwirtschaftlichen Untersuchungsämter in der Bundesrepublik Deutschland weitgehend an die in diesem Buch beschriebenen Untersuchungsmethoden.

## Schriften
- Ueber die Einwirkung von Aethylenmonobromacetat auf Basen (eine neue Reaktion des Anilins). Diss. phil. Univ. Kiel 1924. Maschinenschrift.
- Der Wert der Bodenuntersuchung insbesondere der planmäßigen Nährstoffkontrolle durch die Keimpflanzenmethode. Habil.-Schr., Phil. Fak., Univ. Rostock. – Zugl. in: Bodenkunde und Pflanzenernährung Bd. 3 (48), 1937, S. 1–55.
- Die Bodenuntersuchung im landwirtschaftlichen Betriebe. Ein Ratgeber für Praktiker und Wirtschaftsberater. Reichsnährstand Verlags-G.m.b.H., Berlin 1939 = Arbeiten des Reichsnährstandes Bd. 58.
- Die Untersuchung von Böden. Neumann-Verlag, Neudamm und Berlin 1941. – Neuauflagen als erster Band im Handbuch der landwirtschaftlichen Versuchs- und Untersuchungsmethodik (Methodenbuch); 2. Aufl. neubearbeitet von Rudolf Herrmann, ebd. 1949; 3. Aufl. neubearbeitet von Erick Knickmann, ebd. 1955.